# Comuna Uda, Argeș
Uda este o comună în județul Argeș, Muntenia, România, formată din satele Bădulești, Bărănești, Braniștea, Chirițești, Cotu, Dealu Bisericii, Dealu Tolcesii, Diconești, Gorani, Greabăn, Lungulești, Miercani, Râjlețu-Govora, Romana, Săliștea și Uda (reședința).

## Așezare
Comuna se află în marginea vestică a județului, la limita cu județul Olt, în piemontul Cotmeana. Este străbătută de șoseaua județeană DJ703B, care o leagă spre nord de Morărești (unde se termină în DN7); și spre sud de Vedea (unde se intersectează cu DN67B) și mai departe în județul Olt de Bărăști și înapoi în județul Argeș de Lunca Corbului (unde se termină în DN65). Din acest drum, la Lungulești se desprinde șoseaua județeană DJ703E, care duce spre est la Cocu, Băbana, Moșoaia și Pitești (unde se termină în DN67B).

## Istorie
La sfârșitul secolului al XIX-lea, pe teritoriul actual al comunei funcționau în plasa Oltul a județului Argeș comunele Uda de Jos și Uda de Sus, iar în plasa Vedea de Sus a județului Olt, comunele Râjlețu-Govora și Râjlețu-Vieroși. Comuna Uda de Jos avea 976 de locuitori și era formată din satele Băgești, Cioraca, Durduești, Goranu, Lungulești, și Uda de Jos. În comună funcționau cinci biserici și o școală mixtă. Comuna Uda de Sus, alcătuită din satele Grebeni, Linia Mare, Rizești și Uda de Sus, avea 186 de familii, două biserici și o școală mixtă. În comuna Râjlețu-Govora, cu satele Govora, Rădulești și Diconești, trăiau 771 de locuitori și funcționa o biserică. Comuna Râjlețu-Vieroși avea în compunere satele Bărănești, Dealu Tolcești, Dealu Bisericii, Linia Mare și Chirițești, cu o populație totală de 1104 locuitori; funcționau și în această comună trei biserici și o școală cu 75 de elevi.
Anuarul Socec din 1925 consemnează comunele Uda de Jos și Uda de Sus în plasa Uda a aceluiași județ Argeș. Comuna Uda de Jos avea 1362 de locuitori în satele Băgești, Brăniștea, Ciorâca, Gorani, Șetrari, Lungulești și Valea Satului; iar comuna Uda de Sus avea 1116 locuitori în satele Cotu, Greabănu și Miercani. Aceeași sursă arată că comunele Râjlețu-Govora și Râjlețu-Vieroși se uniseră, formând o singură comună Râjlețu, în plasa Spineni a județului Olt, având 2325 de locuitori în satele Bădulești, Bărănești, Chirițești, Dealu Tolcești, Govora, Linia Mare și Râjlețu.
În 1931, comunele Uda de Jos și Uda de Sus au fost unificate, formând comuna Uda, cu satele Băgești, Braniștea, Ciorâca, Cotu, Gorani, Greabănu, Miercani (reședința) și Șetrari. Pe de altă parte, comuna Râjlețu a fost divizată din nou în Râjlețu-Govora și Râjlețu-Vieroși.
În 1950, comunele Uda, Râjlețu-Govora și Râjlețu-Vieroși au fost transferate raionului Vedea din regiunea Argeș, în timp comuna Râjlețu-Govora fiind absorbită de comuna Râjlețu-Vieroși. În 1964, satul și comuna Râjlețu-Vieroși și-au schimbat denumirea în Săliștea, iar satul Șetrari din comuna Uda a luat numele de Romana. În 1968, comunele Săliștea și Uda au fost transferate la județul Argeș, iar comuna Săliștea a fost desființată, satele ei trecând la comuna Uda. Tot atunci, satele Băgești și Ciorâca au fost comasate și au format satul Uda.

## Monumente istorice
În comuna Uda se află două monumente istorice de arhitectură de interes național: biserica „Adormirea Maicii Domnului” (1820) din satul Cotu și biserica „Adormirea Maicii Domnului” - Ciorâca (1830) din satul Uda.
În rest, alte trei obiective din comună sunt incluse în lista monumentelor istorice din județul Argeș ca monumente de interes local, toate clasificate ca monumente istorice de arhitectură: biserica „Sf. Paraschiva” (1824) din Bădulești, biserica „Buna Vestire” (1808) din Gorani și biserica „Adormirea Maicii Domnului” (1820) din Miercani.

## Demografie
Componența etnică a comunei Uda
     Români (95,82%)
     Alte etnii (4,18%)
Componența confesională a comunei Uda
     Ortodocși (95,18%)
     Alte religii (0,59%)
     Necunoscută (4,24%)
Conform recensământului efectuat în 2021, populația comunei Uda se ridică la 1.700 de locuitori, în scădere față de recensământul anterior din 2011, când fuseseră înregistrați 2.174 de locuitori. Majoritatea locuitorilor sunt români (95,82%). Din punct de vedere confesional, majoritatea locuitorilor sunt ortodocși (95,18%), iar pentru 4,24% nu se cunoaște apartenența confesională.

## Politică și administrație
Comuna Uda este administrată de un primar și un consiliu local compus din 11 consilieri. Primarul, Dumitru Drăgușin[*], de la Partidul Social Democrat, este în funcție din 2016. Începând cu alegerile locale din 2024, consiliul local are următoarea componență pe partide politice:
|  | Partid                          | Consilieri | Componența Consiliului | Componența Consiliului | Componența Consiliului | Componența Consiliului | Componența Consiliului | Componența Consiliului | Componența Consiliului |
|  | ------------------------------- | ---------- | ---------------------- | ---------------------- | ---------------------- | ---------------------- | ---------------------- | ---------------------- | ---------------------- |
|  | Partidul Social Democrat        | 7          |                        |                        |                        |                        |                        |                        |                        |
|  | Partidul Național Liberal       | 3          |                        |                        |                        |                        |                        |                        |                        |
|  | Alianța pentru Unirea Românilor | 1          |                        |                        |                        |                        |                        |                        |                        |